# Thomas Darcy, 1. Baron Darcy de Darcy

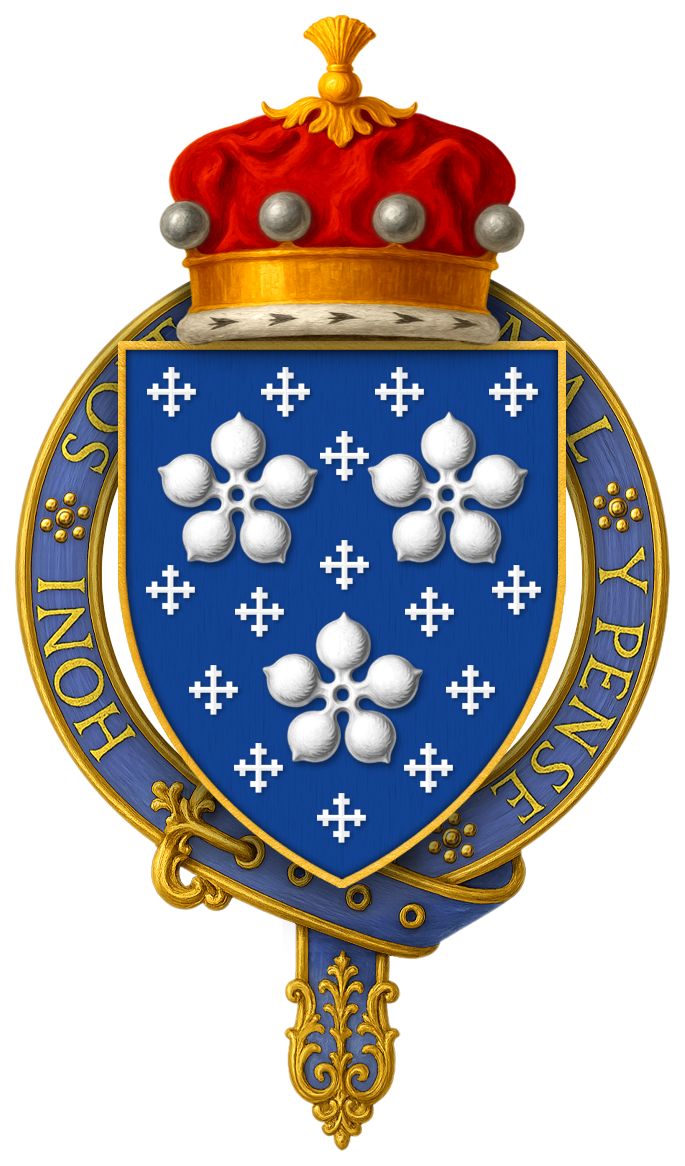
Wappen von Thomas Darcy, 1. Baron Darcy de Darcy

Thomas Darcy, 1. Baron Darcy de Darcy KG (* um 1467; † 30. Juni 1537 in London) war ein englischer Adliger und Politiker der frühen Tudorzeit.

## Herkunft und familiäres Umfeld
Thomas Darcy entstammte einer alten anglo-normannischen Adelsfamilie, deren Hauptstamm den noch heute existierenden Adelstitel Baron Darcy de Knayth in der Peerage of England führt. Er selbst war der Sohn des Sir William Darcy, gestorben 1488, und der Eupheme Langton. Er wurde wahrscheinlich um 1467 geboren, denn er bezeichnete sich 1529 als ungefähr 60 Jahre alt.

## Leben und politische Laufbahn
Thomas Darcy trat früh in königliche Dienste. Bereits unter Heinrich VII. erlangte er einige Bedeutung. So wurde er bereits 1489 zum Ritter geschlagen. Er nahm am Feldzug gegen Schottland teil und wurde 1499 unter dem Earl of Surrey, dem späteren Herzog von Norfolk, Knight Banneret. Schon im Juni 1498 war er Constable of Bamburgh Castle geworden. Zusätzlich wurde er von 1498 bis 1515 zum Captain of Berwick und 1501 zum Treasurer von Berwick ernannt.
Unter Heinrich VIII. setzte er seinen Aufstieg fort. Seit Oktober 1511 war er Warden of the Northern Marches, nachdem er schon 1509 zum Warden of the Forrests North of the Trent bestellt worden war. Den Höhepunkt seiner Laufbahn erreichte er am 21. März 1509, als er in den Hosenbandorden aufgenommen und kurz darauf, am 17. Oktober 1509, einen writ of summons erhielt, der ihn ins House of Lords als erblichen Baron Darcy de Darcy berief. Dieser Zeitpunkt gilt als offizieller Schöpfungstag dieser neuen barony by writ, obwohl es möglich ist, dass diese Baronie bereits fünf Jahre früher kreiert wurde, weil er in Urkunden bereits 1504 als Lord Darcy angesprochen wurde. Da sich aber in den Registern weder ein writ of summons noch eine Ernennungsurkunde aus dieser Zeit erhalten hat, wird als konstitutiv für die Baronie der writ von 1509 betrachtet. 1513 nahm er an der Schlacht bei Thérouanne teil. Im selben Jahr, beim König in hoher Gunst stehend, wurde er zum Mitglied des Privy Council ernannt. Er unterstützte den König bei dessen Bemühungen, sich von Katharina von Aragon scheiden zu lassen, indem er den Brief an den Papst mit unterschrieb, der Heinrichs Wünsche unterstützte.
Allerdings widersprach er dann bald darauf dem Gesetz zur Auflösung der Klöster. Da Heinrich VIII. auf der Auflösung bestand, nahm er an der sogenannten Pilgrimage of Grace unter Robert Aske teil. Wie viele andere Teilnehmer an dieser Rebellion of the North wurde er zunächst begnadigt, dann aber dennoch wegen Hochverrats angeklagt mit der Begründung, Pontefract Castle den Rebellen übergeben zu haben. Er wurde zum Tode verurteilt und am 30. Juni 1537 auf dem Tower Hill hingerichtet. Seine Güter wurden eingezogen und der Titel für verfallen (forfeited) erklärt. Mit dieser Entscheidung konnten seine Nachkommen seinen Titel nicht erben und daher auch den Sitz im House of Lords nicht einnehmen.